# Rozvod v Česku
Rozvedení manželství neboli rozvod je jedním ze způsobů zániku manželství. V Česku byl do 1. ledna 2014 upraven v zákoně o rodině, který byl nahrazen novým občanským zákoníkem.
Manželství může být rozvedeno, je-li soužití manželů hluboce, trvale a nenapravitelně rozvráceno a nelze očekávat jeho obnovení (tzv. kvalifikovaný rozvrat). O rozvedení vždy rozhoduje soud. Řízení proběhne buď jako sporný rozvod, nebo, pokud se druhý manžel k návrhu připojí, na základě dohody obou manželů jako nesporný rozvod.

## Řízení o rozvod manželství
Řízení o rozvod probíhá před okresním soudem, který je místně příslušný, tedy v jehož obvodu měli manželé poslední společné bydliště, bydlí-li v tomto obvodu alespoň jeden z manželů. Jinak ten soud, v jehož obvodu bydlí manžel, který nepodal návrh na zahájení řízení. Řízení je zahájeno na návrh jednoho z manželů nebo společným návrhem obou manželů, se kterým je spojena povinnost uhradit soudní poplatek ve výši 2 000 Kč.
Mají-li manželé nezletilé dítě, které není plně svéprávné, soud manželství nerozvede, dokud nerozhodne o poměrech dítěte po rozvodu manželů.

### Sporný rozvod
Soud manželství rozvede, jestliže je tak hluboce a trvale rozvráceno, že nelze očekávat obnovení manželského soužití. Za tím účelem soud musí především prozkoumat příčiny rozvratu. Vždy však bude záležet na úvaze soudu, který bude muset zjišťovat existenci rozvratu manželství a přitom zjišťovat jeho příčiny. Soud vede účastníky k nalezení smírného řešení. Je-li to účelné a vhodné, může účastníkům nařídit setkání se zapsaným mediátorem.

### Nesporný (smluvený) rozvod
Soud manželství rozvede, aniž zjišťuje příčiny rozvratu manželství, dojde-li k závěru, že shodné tvrzení manželů, pokud se jedná o rozvrat manželství a o záměru dosáhnout rozvodu, je pravdivé a pokud

a) ke dni zahájení řízení o rozvod trvalo manželství nejméně jeden rok a manželé spolu déle než šest měsíců nežijí, což přímo určuje občanský zákoník

b) manželé, kteří jsou rodiči nezletilého dítěte, které nenabylo plné svéprávnosti, se dohodli na úpravě poměrů tohoto dítěte pro dobu po rozvodu a soud jejich dohodu schválil, péče o nezletilé dítě může být výlučná, střídavá nebo péče dohodou, která je podmíněná dobrou komunikací mezi partnery

c) manželé se dohodli na úpravě svých majetkových poměrů, svého bydlení, a popřípadě výživného pro dobu po tomto rozvodu.
Pokud manželství není bezdětné, vyžaduje nesporný rozvod zpravidla dvě stání u soudu, kdy se nejprve schvaluje dohoda o úpravě poměrů nezletilého dítěte a teprve až následně dochází k rozvodu.

### Klauzule proti tvrdosti
Přesto, že je soužití manželů rozvráceno, nemůže být manželství rozvedeno, byl-li by rozvod v rozporu

a) se zájmem nezletilého dítěte manželů, které nenabylo plné svéprávnosti, který je dán zvláštními důvody, nebo

b) se zájmem manžela, který se na rozvratu porušením manželských povinností převážně nepodílel a kterému by byla rozvodem způsobena zvlášť závažná újma s tím, že mimořádné okolnosti svědčí ve prospěch zachování manželství, ledaže manželé spolu již nežijí alespoň po dobu tří let.

## Následky zániku manželství

### Vypořádání společného jmění
Spolu s rozvodem zaniká i společné jmění manželů a musí se provést jeho vypořádání, při kterém se vychází z toho, že podíly obou manželů na zaniklém společném jmění jsou stejné. Pokud nedojde k dohodě, rozhodne o vypořádání na návrh jednoho z manželů soud. Pokud by ani k tomuto vypořádání nedošlo, nastupuje po 3 letech od zániku společného jmění nevyvratitelná domněnka, že k vypořádání došlo. V takovém případě platí, že hmotné movité věci si bývalí manželé rozdělili podle toho, který z nich je pro potřebu svou, své rodiny nebo rodinné domácnosti výlučně jako vlastník užívá, u ostatních movitých věcí, dluhů a u nemovitých věcí vzniká podílové spoluvlastnictví, přičemž jejich podíly jsou stejné.
V případě, že rozvádějící se manželé dříve využili společné oddlužení manželů, nemá samotný rozvod vliv na probíhající oddlužení. Splácení probíhá nadále beze změny. Skutečnost je však nutné nahlásit insolvenčnímu správci a mzdové účetní.

### Příjmení rozvedeného manžela
Ten z manželů, který přijal příjmení druhého manžela, může do šesti měsíců po rozvodu oznámit matričnímu úřadu, že přijímá zpět své dřívější příjmení, resp. že upouští od užívání společného příjmení vedle příjmení dřívějšího. Pokud tak včas neučiní, příjmení z období manželství mu zůstane.

### Vyživovací povinnost mezi rozvedenými manžely
Není-li rozvedený manžel schopen sám se živit a tato neschopnost má svůj původ v manželství nebo v souvislosti s ním, má vůči němu jeho bývalý manžel v přiměřeném rozsahu vyživovací povinnost, lze-li to na něm spravedlivě požadovat, zejména s ohledem na věk nebo zdravotní stav rozvedeného manžela v době rozvodu nebo po skončení péče o společné dítě rozvedených manželů. Soud při rozhodování o výživném vezme na zřetel, jak dlouho rozvedené manželství trvalo a jak dlouho je rozvedeno, jakož i zda 

a) si rozvedený manžel neopatřil přiměřené zaměstnání, přestože mu v tom nebránila závažná překážka, 

b) si rozvedený manžel mohl výživu zajistit řádným hospodařením s vlastním majetkem,

c) se rozvedený manžel podílel za trvání manželství na péči o rodinnou domácnost,

d) se rozvedený manžel nedopustil vůči bývalému manželu nebo osobě mu blízké činu povahy trestného činu, nebo

e) je dán jiný obdobně závažný důvod.
Manželé si mohou mezi sebou ujednat, že výživné nahradí jednorázovým odbytným.
Nedohodnou-li se manželé o výživném, může manžel, který rozvrat manželství převážně nezapříčinil nebo s rozvodem nesouhlasil a kterému byla rozvodem způsobena závažná újma, navrhnout, aby soud stanovil vyživovací povinnost bývalého manžela i v takovém rozsahu, který zajistí, aby rozvedení manželé měli v zásadě stejnou životní úroveň (tzv. sankční výživné). Právo rozvedeného manžela na výživné lze v tomto případě považovat za důvodné jen po dobu okolnostem přiměřenou, nejdéle však po dobu tří let od rozvodu.
Právo rozvedeného manžela na výživné zanikne, uzavře-li oprávněný rozvedený manžel nové manželství, nebo vstoupí-li do registrovaného partnerství.

### Bydlení po rozvodu
Pokud měli manželé k domu nebo bytu, v němž se nacházela jejich rodinná domácnost, stejné, nebo společné právo, a nedohodnou-li se, kdo bude v domě nebo bytě dále bydlet, zruší soud na návrh jednoho z nich podle okolností případu dosavadní právo toho z rozvedených manželů, na kterém lze spravedlivě žádat, aby dům nebo byt opustil, a popřípadě zároveň rozhodne o způsobu náhrady za ztrátu práva; přitom přihlédne zejména k tomu, kterému z rozvedených manželů byla svěřena péče o nezletilé dítě, které nenabylo plné svéprávnosti a o které manželé pečovali, jakož i ke stanovisku pronajímatele, půjčitele nebo jiné osoby v obdobném postavení.
Rozvedený manžel, který má dům nebo byt opustit, má právo tam bydlet, dokud mu druhý manžel nezajistí náhradní bydlení, ledaže mu náhrada nebyla přiznána; v tomto případě má právo v domě nebo bytě bydlet nejdéle jeden rok. Byla-li mu však svěřena péče o nezletilé dítě, které nenabylo plné svéprávnosti a o které manželé pečovali za trvání manželství, nebo o dítě nezaopatřené, které s ním žije, může soud na návrh tohoto manžela založit v jeho prospěch právo bydlení podle okolností případu, nejdéle však do doby, než takové dítě nabude trvale schopnost se živit, a za úplatu srovnatelnou s nájemným v místě obvyklým.

## Počty rozvodů v Česku

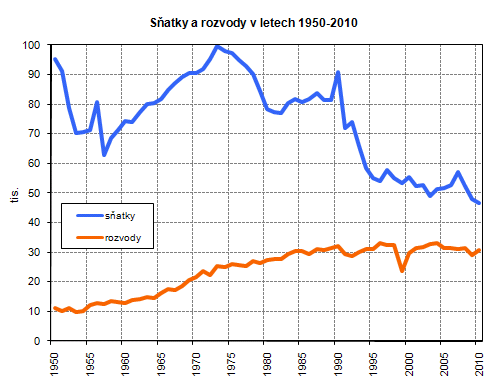
Sňatky a rozvody v Česku

Počet rozvodů se zvýšil mezi lety 1955 a 2010 z 10 000 na 30 000 ročně.
V polovině 20. století končilo rozvodem 10 % všech manželství, v roce 1975 se rozvodovost pohybovala již okolo 30 %. Historické maximum, necelých 66 % manželství končících rozvodem, bylo zaznamenáno v roce 2010. V roce 2020 se rozvodovost pohybovala okolo 47 %.

## Příčiny rozvodů

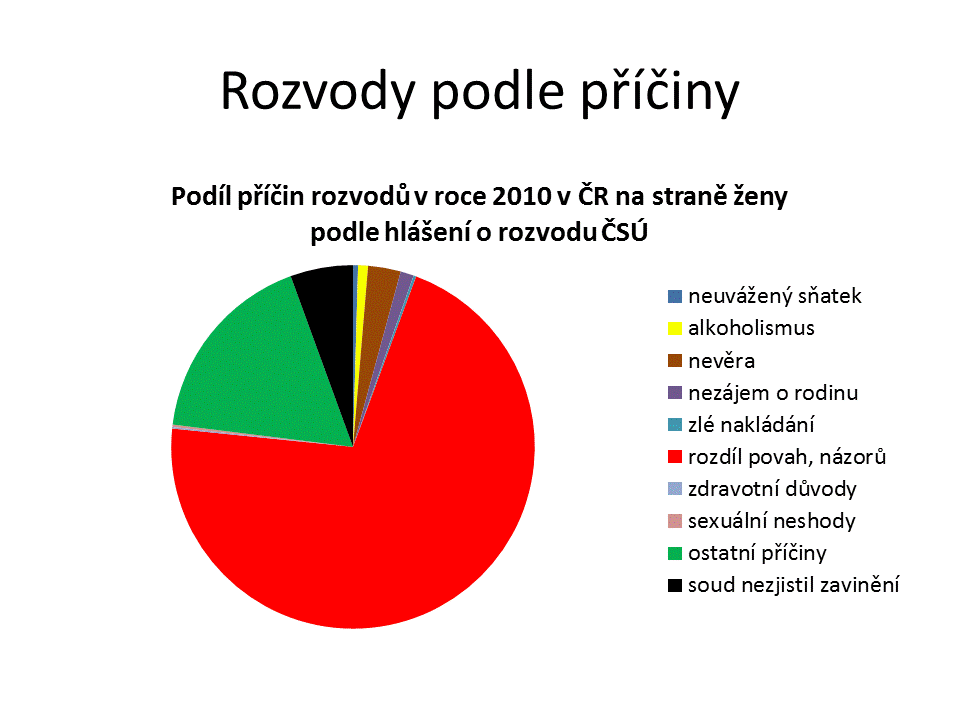
Rozvody v Česku v roce 2010 podle příčiny rozvratu manželství na straně ženy. Hlášení vyplňují soudci opatrovnických soudů.

V roce 2010 bylo v České republice 30 783 rozvodů. Dvě třetiny návrhů na rozvod podávají ženy, jednu třetinu muži. Podle výkazu C.11.01 Českého statistického úřadu, který je zpracován na základě soudci vyplňovaného „Hlášení o rozvodu“ se rozvody odehrály kvůli následujícím základním (prvotním) příčinám:
- 1 - neuvážený sňatek 120/138
- 2 - alkoholismus 719/270
- 3 - nevěra 1284/895
- 4 - nezájem o rodinu (včetně opuštění soužití) 588/365
- 5 - zlé nakládání, odsouzení pro trestný čin 189/72
- 6 - rozdíl povah, názorů a zájmů 21821/21844
- 7 - zdravotní důvody 42/42
- 8 - sexuální neshody 69/67
- 9 - ostatní příčiny 5323/5375
- 0 - soud nezjistil zavinění 628/1715

Příčinu rozvratu manželství na straně muže vyjadřuje číslo před lomítkem, na straně ženy číslo za lomítkem.